# Nekromantik 2
Nekromantik 2 (NEKRomantik 2) är en tysk skräckfilm i exploateringsgenren från 1991, regisserad av Jörg Buttgereit. Filmen är kontroversiell och har förbjudits i flera länder på grund av dess ingående skildringar av sexuellt våld och nekrofili. Filmen hade premiär på VHS i juni 1991 och den konfiskerades omedelbart av polisen i München.

## Handling
Filmens huvudperson, Monika, beger sig till en kyrkogård, där hon gräver upp det ruttnande liket efter Robert Schmadtke, som begick självmord i slutet av den föregående filmen. Monika har pennkjol, polka dot-blus, svarta strumpbyxor och rött nagellack. Hon lyckas undvika upptäckt och bär Roberts lik till sin lägenhet, där hon öppnar hans liksäck.
Tittaren får även stifta bekantskap med Mark, som försörjer sig med att dubba porrfilmer. Nästa scen visar hur Monika har sex med Roberts lik, men hon uppnår inte orgasm. Hon rusar till badrummet och kräks hulkande i toalettstolen. Därefter rengör hon Roberts döda kropp och tar bilder på honom och sig själv – med kamerans självutlösare.
Samtidigt ska Mark gå på bio med en kvinnlig vän. Vännen dyker inte upp och Mark ger hennes biljett till Monika, som råkar passera biografen. Tycke uppstår dem emellan och de bestämmer sig för att dejta. Monika beslutar sig för att avbryta "samvaron" med Robert för att leva ett normalt liv med sin nya pojkvän.
Motvilligt sågar hon sönder Roberts lik och lägger kroppsdelarna i sopsäckar. Hon sparar dock huvudet och könsdelarna. Sopsäckarna dumpar hon i den öppnade graven. I nästa scen har Monika bjudit in Mark till sin lägenhet, där hon visar honom fotografier på avlidna släktingar. Monika och Mark har samlag, men Monika blir inte tillfredsställd. Mark tillbringar natten hos Monika. Nästa morgon får han se Roberts penis i kylskåpet och börjar då allvarligt tvivla på deras förhållande. Han öppnar sitt hjärta för en vän och senare för ett fyllo på en bar. 
Monika bjuder in några vänner som delar hennes nekrofila intresse. Hon visar dem Roberts avhuggna huvud samt en film där en säl dissekeras. Mark kommer oväntat förbi och Monika tvingas då i all hast gömma Roberts huvud och skicka iväg sina vänner. Mark undrar vad de pysslat med och Monika visar honom då sälfilmen. Mark blir äcklad och rasande och menar att detta är helt perverst. Paret har ett gräl. Dagen därpå möts de för att ha sex igen. Under akten dekapiterar hon Mark med en handsåg och byter ut dennes huvud mot Roberts. Hon spänner buntband runt Marks erigerade penis för att blodet inte ska lämna dess svällkroppar. Monika får nu sin efterlängtade orgasm. Hon tycks ha skapat den perfekte älskaren. I filmens slutscen meddelar en läkare, att Monika är gravid...

### Webbkällor
- “NEKROMANTIK 2” (Blu-ray Review) Chris Haberman. 10 mars 2015. Fangoria. Läst 12 december 2016.
- Jorg Buttgereit – Corpse Fucking Auteur and Underground Renaissance Man Kevin Klemm. Girls and Corpses Magazine. Läst 12 december 2016.